# Xanthorhoe picticolor
Xanthorhoe picticolor là một loài bướm đêm trong họ Geometridae.